# دم‌ببر (فیلم)
دم‌ببر (انگلیسی: Tigertail) فیلم درام آمریکایی به کارگردانی آلن یانگ محصول سال ۲۰۲۰ است.

## داستان
پین جوی پسری جوان از خانواده‌ای فقیر و کارگر یک کارخانه تایوانی است که در شهر هووی (دُمِ ببر) زندگی می‌کند. اما تصمیم می‌گیرد که وطن خود و زنی را که دوستش دارد، ترک کرده و به دنبال فرصت‌های بهتری به آمریکا مهاجرت کند، اما …